# Pendulul lui Foucault (roman)
Pendulul lui Foucault (cu titlul original Il pendolo di Foucault) este un roman al scriitorului italian Umberto Eco. A fost publicat în 1988. Traducerea în română a fost făcută de Ștefania Mincu și Marin Mincu.
Pendulul lui Foucault este împărțit în zece părți, fiecare fiind reprezentată de către un sefirot. Titlul este inspirat de pendulul Foucault, creat pentru a demonstra mișcarea de rotație a Pământului.
Romanul este impresionant atât datorită extraordinarului presupus plan al templierilor, cât și al multitudinii de referințe ale autorului la ocultism, cabala, alchimie și teoria conspirației:
„Îmi închipui că Umberto Eco posedă o bibliotecă imensă, precum aceea misterioasă aparținând abației din Melk, semiologul putând să exclame oricând cu orgoliu, aflat în ipostaza Lectorului absolut: nimic din ceea ce este scris, nu-mi este străin”—Marian Mincu - postfață

## Rezumat

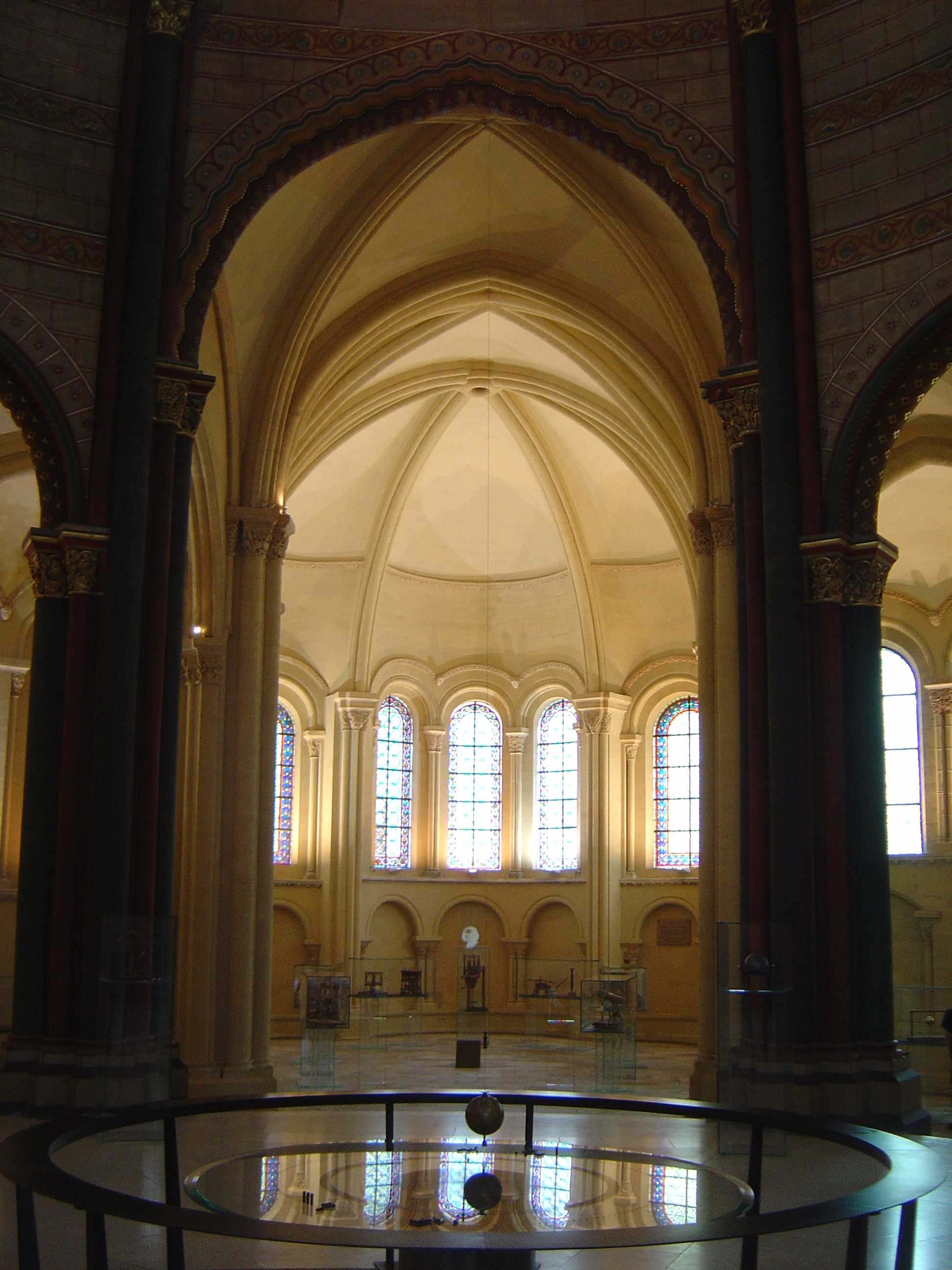
Pendulul lui Foucault la Muzeul de arte şi meserii din Paris

Principalele personaje ale romanului sunt trei prieteni, Belbo, Diotallevi, care lucrează pentru mica editură Garamond din Milano, și Casaubon (naratorul). Într-o zi ei primesc vizita unui colonel Ardenti, care dorea să publice o carte despre un plan secret al cavalerilor templieri de a domina lumea, singura sa sursă fiind un petic de hârtie cu un text codificat, pe care colonelul pretindea că îl descifrase parțial. A doua zi Ardenti dispare, și povestea pare să fie uitată. 
Casaubon pleacă pentru câțiva ani în Brazilia. La întoarcere se angajează alături de prietenii săi la editură, unde încep să lucreze la o serie de cărți despre ocultism. Citesc foarte mult material de această natură și, ca un joc intelectual, încep să facă tot felul de legături neobișnuite între diferite evenimente istorice, prin prisma unei inventate conspirații istorice.
Pornită inițial ca o joacă, ei încep să completeze Planul evocat de colonelul Ardenti, să descopere noi legături nebănuite, astfel încât se prind în propriul joc și ajung chiar să creadă, într-o oarecare măsură, că ar putea fi adevărat.
Confom teoriei inventate de protagoniști, secretul templierilor era că aceștia descoperiseră, în timpul cruciadelor, cum să controleze niște energii secrete, „curenții telurici”. La destrămarea ordinului ei se împart în 6 grupuri, în diferite colțuri ale Europei, fiecare grup fiind în posesia unei părți din secret. La fiecare 120 de ani, un grup își transmitea partea de secret altui grup, astfel că după 600 de ani secretul ar fi fost reconstituit în totalitate. Din cauza diferenței de calendar dintre estul și vestul Europei, un grup nu sosește la întâlnire la data stabilită și lanțul se întrerupe.
Cercuri oculte care au crezut teoria încep să suspecteze că ei cunosc acest secret, și îi urmăresc pe protagoniști, Belbo fiind spânzurat de pendulul lui Foucault din Paris, Diotallevi moare de cancer, iar cartea se termină cu Casaubon părând resemnat la gândul că va fi și el capturat.

## Alte considerații
O sursă de inspirație pentru roman a fost scurta povestire Tlön, Uqbar, Orbis Tertius, a lui Jorge Luis Borges.
Pendulul lui Foucault a fost citat ca sursă de inspirație pentru Codul lui Da Vinci al romancierului Dan Brown. Jocul de smarald, romanul lui Ioan Petru Culianu a fost comparat de criticii literari din Italia cu romanul Pendulul lui Foucault.